# 奇納哈山脈
奇納哈山脈是危地馬拉的山脈，位於上維拉帕斯省北部，屬於喀斯特地形，在中生代白堊紀時期形成，長20公里、4公里，面積135平方公里，最高點海拔高度838米。

## 外部連結
- José Monzón Sierra - Guatemala's Geography